# Acesulfam draselný
Acesulfam draselný (Acesulfam K nebo AceK) je syntetické sladidlo. V členských zemích EU je tato látka označována kódem E950. Acesulfam byl přitom původně objeven náhodně v roce 1967 ve firmě Hoechst AG (nyní Nutrinova). Acesulfam K je přibližně asi 200krát sladší než sacharóza a má mírně nahořklou pachuť. Využívá se hlavně jako náhradní sladidlo v potravinářství (výroba např. minerálních ochucených vod). Akceptovatelný denní příjem (ADI) acesulfamu K je 0–15 mg/kg tělesné hmotnosti.

## Vlastnosti
Při pokojové teplotě je acesulfam draselný bílá krystalická látka. Acesulfam draselný patří mezi tzv. heterocyklické sloučeniny. Chemicky se jedná o draselnou sůl.